# Jüdischer Friedhof (Borghorst)
Der Jüdische Friedhof Borghorst befindet sich im Ortsteil Borghorst der Stadt Steinfurt im Kreis Steinfurt in Nordrhein-Westfalen. Als jüdischer Friedhof ist er ein Baudenkmal und seit dem 5. Oktober 1988 in der Denkmalliste eingetragen. Auf dem Friedhof Im Wiemelfeld, Dumterstraße / Ecke Prinzenstraße sind 26 Grabsteine erhalten. 
Der Friedhof wurde von 1843 bis etwa 1940 belegt.